# Barbula riparia
Barbula riparia är en bladmossart som beskrevs av C. Müller 1882. Barbula riparia ingår i släktet neonmossor, och familjen Pottiaceae. Inga underarter finns listade i Catalogue of Life.